# José Carlos Bruna
José Carlos Bruna y Santisteban (1840-1927) fue un escritor, profesor y periodista español.

## Biografía
Nacido en 1840 en Cádiz, terminó instalándose en Málaga, ciudad en la que falleció en 1927. Literato, autor dramático, novelista, poeta y escritor festivo, estudió en la ciudad italiana de Florencia la carrera consular, habiendo escrito en italiano y estrenado allí varias obras teatrales y entre ellas una de gran aparato titulada I due fratelli. Por su actuación literaria en Italia fue nombrado miembro de la Academia Valdernese. Trasladada su residencia a Málaga fue durante veinticinco años catedrático, por oposición, en la Escuela Superior de Comercio. Fundó en Málaga varias revistas entre las que pueden citarse La Caridad y La Ilustración Andaluza. Colaboró también en multitud de periódicos. Escritor de chispeante ingenio, inclinó sus aficiones literarias al género festivo, además de cultivar también la novela, los estudios didácticos y la literatura dramática, género en el que escribió varios juguetes cómicos. Fue autor de títulos como Cuentos, Málaga humorística, Cantares africanos, La Virgen de Carne (novela), Las corridas de toros, El Carnaval, El juego, Impresiones de un viaje á Andalucía con S. M. el rey don Alfonso XII (1877),Reflexiones sobre la pena de muerte, además de obras didácticas como Gramática italo-española y Ejercicios de lengua italiana.